# Виктор Афанасиев
Ви́ктор Миха́йлович Афана́сиев (род. 31 декември 1948, Брянск, Русия) е руски космонавт, полковник, герой на Съветския съюз, президент на Международната лига за защита на културата. Има квалификация „военен летец 1-ви клас“, „летец-изпитател 1-ви клас“, „инженер-космонавт-изпитател 1-ви клас“. За 4 полета има престой над 555 денонощия в космоса.

## Биография
Завършва Качинското висше военно авиационно училище за летци през 1970 г., специалност летец-инженер. През 1970 – 1976 г. служи като летец в Групата съветски войски в Германия. През 1976 – 1977 г. преминава преподготовка в учебния център по изпитания на авиационна техника в Актюбинск за летец-изпитател и е назначен за такъв в Актюбинския център. През 1976 – 1980 г. завършва Актюбинския филиал на Московския авиационен институт (МАИ).
През 1985 г. е избран в отряда на космонавтите по програмата „Буран“, а през 1988 г. е зачислен в отряда на космонавтите по програмата на основните екипажи на станцията „Мир“. След изпълнение на задълженията си на командир на дублиращия екипаж на Союз ТМ-10 през 1990 г. е извършил космическите полети:
| Космически полети на Виктор Афанасиев                               | Космически полети на Виктор Афанасиев | Космически полети на Виктор Афанасиев      | Космически полети на Виктор Афанасиев | Космически полети на Виктор Афанасиев |
| №                                                                   | Дати                                  | КК                                         | Функции                               | Продължителност                       |
| ------------------------------------------------------------------- | ------------------------------------- | ------------------------------------------ | ------------------------------------- | ------------------------------------- |
| 1                                                                   | 2 декември 1990 – 26 май 1991         | Союз ТМ-11 – „Мир“ (основен екипаж)        | Командир                              | 175 денонощия 1 час 50 мин 41 сек     |
| 2                                                                   | 8 януари – 9 юли 1994                 | Союз ТМ-18 – „Мир“ (основен екипаж)        | Командир                              | 182 денонощия 0 часа 27 мин 1 сек     |
| 3                                                                   | 20 февруари – 28 август 1999          | Союз ТМ-29 – „Мир“ (основен екипаж)        | Командир                              | 188 20 часа 16 мин 19 сек             |
| 4                                                                   | 21 – 31 октомври 2001                 | Союз ТМ-33 – МКС (посетителска експедиция) | Командир                              | 9 денонощия 20 часа 0 мин 25 сек      |
| Сумарно време в космоса – 555 денонощия 18 часа 34 минути и 26 сек. |                                       |                                            |                                       |                                       |

Има 7 излизания в отрития космос с обща продължителност 38 часа 33 минути.
Женен е, има 2 деца. На 17 юни 2010 г. е приет за реанимация с тежки травми в резултат на пътно произшествие.

## Награди
- Герой на Съветския съюз (26 май 1991) – за успешното осъществяване на космическия полет на орбиталния научноизследователски комплекс „Мир“ и проявени при това мъжество и героизъм[2]
- Орден „За заслуги пред Отечеството“ II степен (10 април 2002) – за мъжество и висок професионализъм, проявен при осъществяване на космическия полет на Международната космическа станция[3]
- Орден „За заслуги пред Отечеството“ III степен (22 ноември 1999) – за мъжество и героизъм, проявени по време на продължителния космически полет на орбиталния научноизследователски комплекс „Мир“[4]
- Орден „За лично мъжество“ (18 август 1994) – за мъжество и кураж, проявени по време на продължителния космически полет на орбиталния научноизследователски комплекс „Мир“[5]
- Орден „Ленин“ (26 май 1991)
- Орден „За служба на Родината във Въоръжените сили на СССР“ III степен (21 февруари 1985)
- 6 юбилейни медала
- Орден на Почетния легион II степен (Франция)
- Звание „Летец-космонавт на СССР“ (26 май 1991) – за осъществяване на космическия полет на орбиталния научноизследователски комплекс „Мир“[6]

## Забележки
1. ↑  ((ru)) Пострадалия в ПТП космонавт е излязал от кома Архив на оригинала от 2010-06-24 в Wayback Machine.. REGIONS.RU – новости Федерации.
2. ↑  Указ на президента на СССР № УП-2008 от 26 май 1991 г.
3. ↑  Указ на президента на Руската федерация № 367 от 10 април 2002 г.
4. ↑  Указ на президента на Руската федерация № 1561 от 22 ноември 1999 г.
5. ↑  Указ на президента на Руската федерация № 1700 от 18 август 1994 г.
6. ↑  Указ на президента на СССР № УП-2007 от 26 май 1991 г.